# Takuya Kurosawa

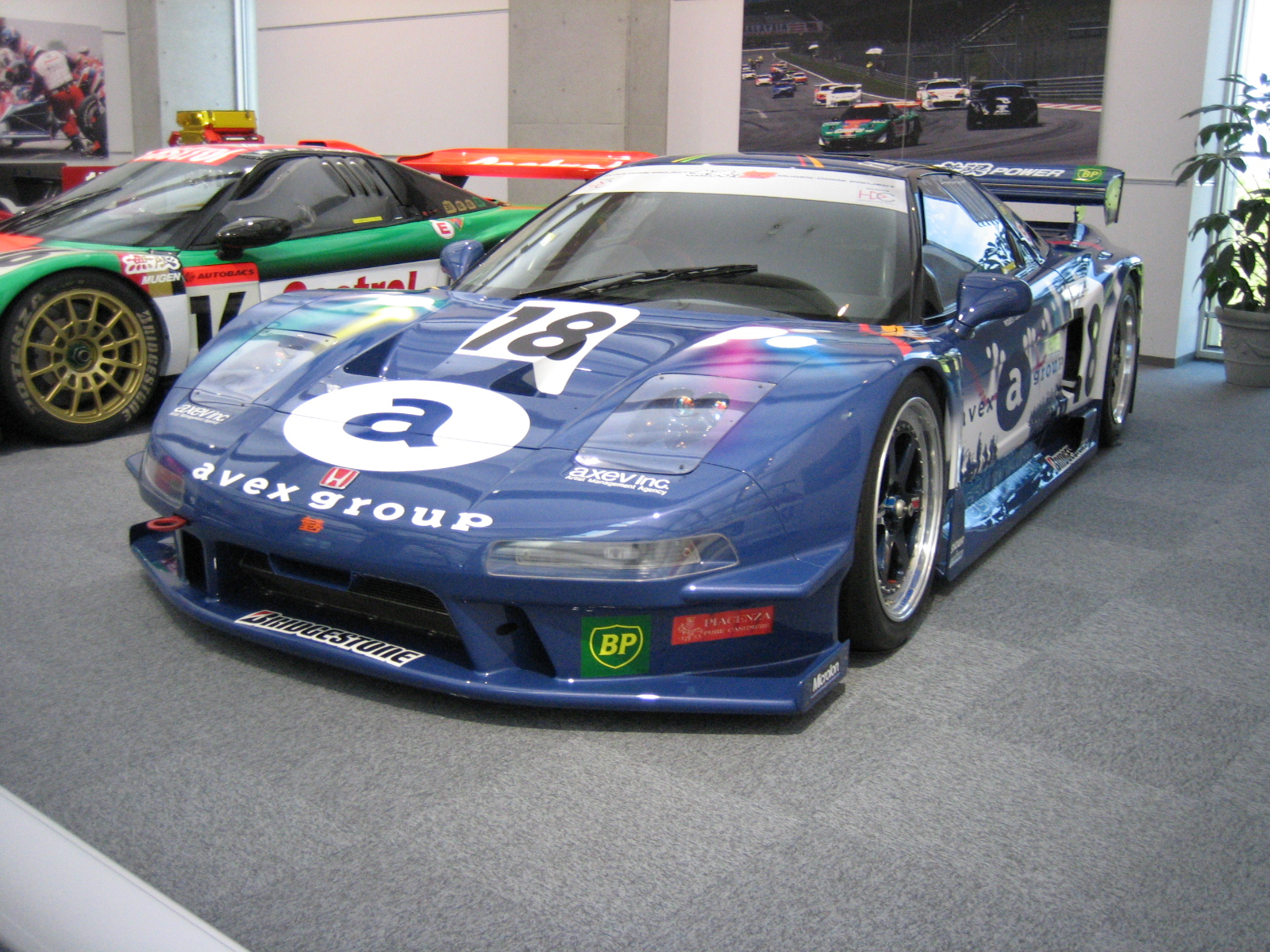
Der 1997 von Kurosawa in der Super Gt gefahrene Dome NSX

Takuya Kurosawa (jap. 黒澤 琢弥, Kurosawa Takuya; * 7. Juni 1962 in Gotemba, Präfektur Shizuoka, Japan) ist ein ehemaliger japanischer Autorennfahrer.

## Karriere
Er fuhr von 1988 bis 1989 in der japanischen Formel 3, von 1990 bis 1995 in der japanischen Formel 3000 und von 1994 bis 1999 in der JGTC-Serie. Des Weiteren nahm er an den 24 Stunden von Le Mans 1998 teil und wurde Zehnter. Dank Sponsorenunterstützung schaffte er 2000 den Einstieg in die Champ-Car-Serie, wo er für Dale Coyne Racing fuhr. Er startete in acht Rennen, wobei er in Detroit mit dem 12. Platz sein bestes Ergebnis erzielte. Als er in Long Beach sieben Runden das Rennen anführte, war er der erste Japaner, dem dies bei einem Champ-Car-Rennen gelang. Die folgenden drei Jahre fuhr er wieder in der JGTC und 2004 in der Super-Taikyu-Serie. An 2004  fuhr er in der Super GT einen Porsche Boxster für Arktech Motorsports.
Er ist der Sohn von Motoharu Kurosawa, dem Herausgeber von "Best Motoring", einem japanischen Automobilmagazin. Seine jüngeren Brüder Haruki und Tsubasa sind ebenfalls Rennfahrer.

## Statistik

### Le-Mans-Ergebnisse
| Jahr | Team                             | Fahrzeug        | Teamkollege      | Teamkollege     | Platzierung | Ausfallgrund |
| ---- | -------------------------------- | --------------- | ---------------- | --------------- | ----------- | ------------ |
| 1998 | Nissan Motorsports International | Nissan R390 GT1 | Satoshi Motoyama | Masami Kageyama | Rang 10     |              |